# Thịt ba chỉ

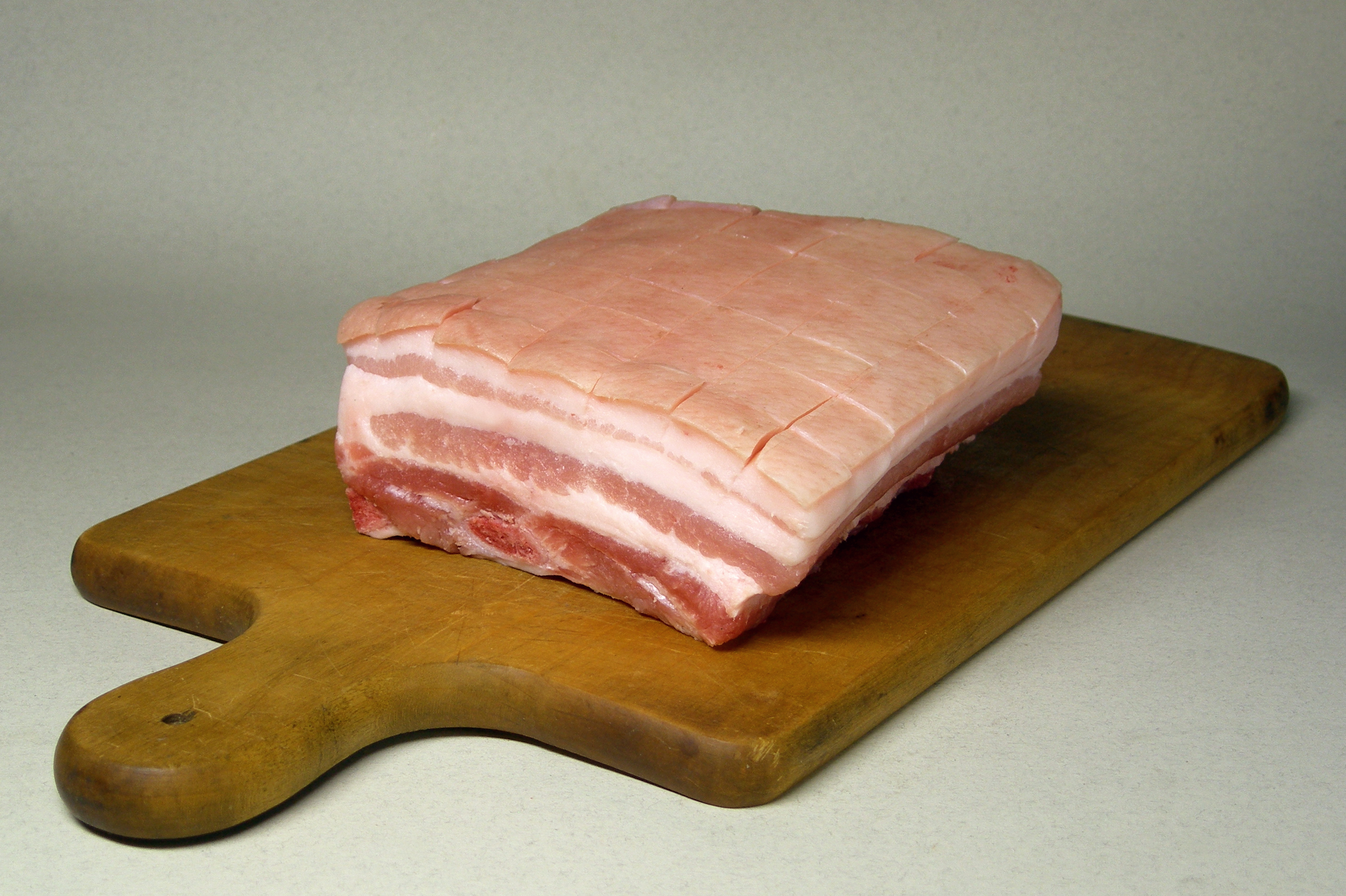
Khúc thịt lợn ba chỉ cắt vuông

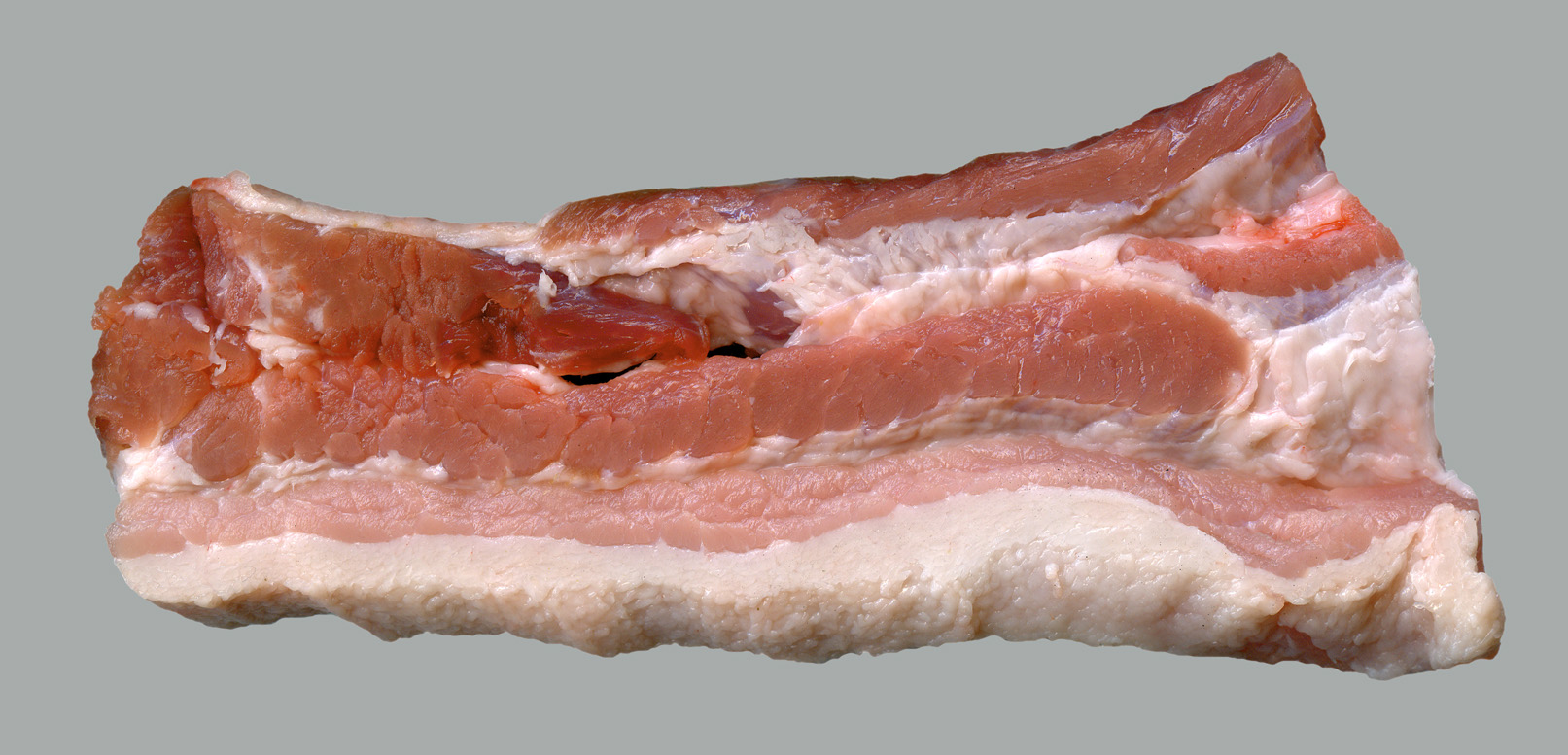
Thịt ba chỉ

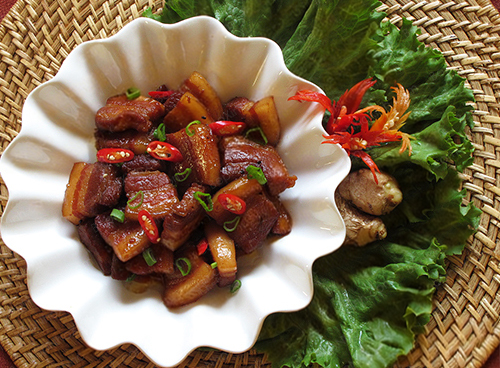
Một món thịt ba chỉ kho

Thịt ba chỉ, thịt ba rọi hay thịt nây là phần thịt mỡ lẫn nạc không xương từ bụng của con heo. Thịt ba chỉ đặc biệt phổ biến trong ẩm thực Tây Ban Nha, Trung Quốc, Đan Mạch, Thái Lan, Indonesia, Hàn Quốc và Philippines. Sở dĩ có tên là ba chỉ vì miếng thịt gồm các lớp thịt, mỡ, thịt, mỡ xen lẫn xếp lớp lên với nhau. Phần thịt này nhìn chung là béo vì có nhiều mỡ, tuy nhiên lại là phần mà rất nhiều người thích ăn do nhiều người thấy rằng cả miệng thịt rất nạc thì ăn thấy không ngon bằng, cảm giác miếng thịt sẽ đỡ khô hơn khi có thêm mỡ. Thịt ba chỉ được dùng trong rất nhiều món ngon. Chúng có thể được làm món luộc, kho, rim, hoặc tẩm ướp để chiên, nướng. Thịt ba chỉ làm thành món thịt quay là phần được nhiều người ưa thích.
Trong món ăn kiểu phương Tây, phần thịt ba chỉ hay được xông khói để làm thành thịt muối xông khói (bacon) loại thịt được sử dụng phổ biến. Ở Triều Tiên có món Samgyeopsal là một món ăn Triều Tiên phổ biến, thường được dùng vào bữa ăn tối, món ăn này được làm từ thịt ba chỉ không được ướp hay phơi khô và nấu chín trên một lò nướng trên bàn ăn của thực khách. Samgyeopsal mang ý nghĩa là "ba lớp thịt" (Sam: ba; gyeop: lớp; sal: thịt) ám chỉ trên miếng thịt ba chỉ có thể thấy rõ ba lớp. Ở Trung Quốc và Việt Nam còn có món thịt lợn  kho với nguyên liệu chính là thịt lợn (thịt ba chỉ là ngon nhất), các gia vị gồm hành, tiêu, muối, đường, nước hàng. Ngoài ra còn món thịt kho Đông Pha được chế biến bằng cách áp chảo và sau đó nấu chín thịt ba chỉ. thịt lợn được cắt dày, khoảng 2 inch vuông, và phải có cả mỡ và thịt nạc. Da còn nguyên. Cảm giác vừa miệng nhưng không béo ngậy và món ăn thơm mùi rượu.